# Nervo lacrimal

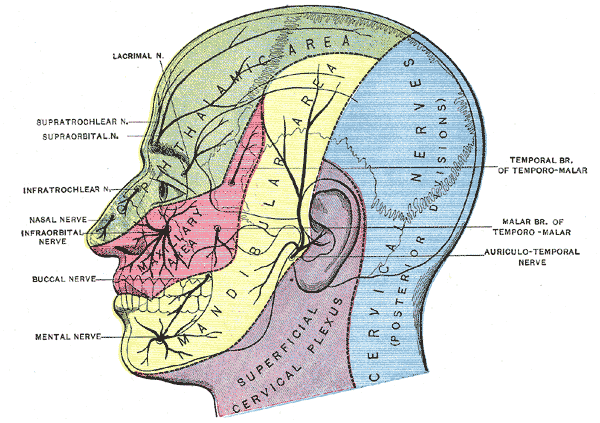
O nervo lacrimal pode ser observado no canto do olho.

O nervo lacrimal é o menor dos ramos do nervo oftálmico. Passa perto do ângulo lateral do olho, onde supre uma pequena área de pele próxima à pálpebra superior e a túnica conjuntiva mais profundamente. Junto com um ramo do nervo maxilar inerva a glândula lacrimal.